# Спътникова снимка
Спътниковите снимки са двумерни изображения на повърхността на небесно тяло, получени чрез фотографиране от изкуствен спътник.
Най-често спътниковите снимки са направени от някой от множеството наблюдателни спътници в орбита около Земята. Снимката може да бъде както във видимия спектър, така и само на светлина в дадена дължина на вълната – като инфрачервени снимки и др. Спътниковите снимки се използват в редица научни области – география (картография и др.), океанография, климатология, археология, както и във военното дело за разузнаване.